# 高逾城隆
高逾城隆（?—?），是13世纪大理国点蒼山蓮花峰芒湧溪人氏，第十一代中国公。
1176年，高观音妙（高升祥的后代观音派）从白崖起兵，废黜中国公高寿昌，自立为相国。中国公落入观音派之手。1212年，高阿育代表逾城派推翻了高观音妙的弟弟高观音政，成为中国公。中国公再次落入逾城派手中。1225年，高阿育废国事，传位给高逾城隆，此时大理国已经群雄割据，罗殿割据滇北，景昽割据滇南，自杞割据滇东，滇西各城由高氏子孙割据，实际互不统属。其后的高泰祥兄弟也是逾城派。